# Wolffianismus
Als Wolffianismus wird in philosophiehistorischen und zeitgenössischen Quellen eine schul-ähnliche philosophische Strömung in der Zeit der Aufklärung bezeichnet, die sich an Christian Wolff orientiert. Die Vertreter dieser rationalistischen Strömung heißen Wolffianer.

## Historische Bedeutung
Mitte des 18. Jahrhunderts hatten Wolffianer fast alle philosophischen Lehrstühle der deutschen Universitäten inne. Mit Wolff und seinen Schülern setzte sich in Deutschland durch, philosophische Werke auf Deutsch, anstatt auf Latein zu publizieren. Erst hierdurch entstand eine deutsche philosophische Terminologie. Die Philosophie von Wolffs universitären Anhängern wurde auch als Schulphilosophie bezeichnet.
Bereits im Jahr 1737 hatte diese erste von einem deutschen Philosophen gegründete Schule mehr als 100 Universitätslehrer als Anhänger. Die Lehre Wolffs, die eher traditionelle Erkenntnisse systematisierte, wurde stände- und religionsübergreifend angenommen. Da viele Lutheraner ihre Ansichten mit diesem System zu verbinden wussten, kam es bald zu einer „protestantischen Scholastik“. Die meisten Anhänger, mit der Ausnahme Alexander G. Baumgartens, waren jedoch nur Epigonen.
Die wichtigsten Vertreter sind Alexander Gottlieb Baumgarten (1714–1762), der die deutsche Ästhetik begründete, und Martin Knutzen, der Lehrer Immanuel Kants. Kant selbst lehrte in seiner „vorkritischen“ Zeit (d. h. vor Erscheinen der Kritik der reinen Vernunft) nach Lehrwerken aus der Schulphilosophie.
Bekannte Wolffianer sind u. a. Georg Bernhard Bilfinger (1693–1750), Johann Gustav Reinbeck (1683–1741), Christian Gabriel Fischer (ca. 1690–1751), Siegmund Jacob Baumgarten (1706–1757), Christian Gottlieb Jöcher (1694–1758), Johann Christoph Gottsched (1700–1766), Lorenz Schmid oder Ludwig Philipp Thümmig (1697–1728). Eine umfangreiche Liste der „fürnehmsten Wolffianer“ listet der Leipziger Gelehrte Carl Günther Ludovici im Jahre 1738 auf. An anderer Stelle gibt Ludovici eine Übersicht über die „Streit-Schrifften der Leibnitz=Wolffischen Gegner“. Letztere wurden bereits seit 1741 als Antiwolffianer bezeichnet.